# 蔡智明
蔡智明（1970年12月1日—1990年12月16日），已故香港單車運動員。

## 家庭
蔡智明為家中最幼者，有一兄一姊，蔡智明生前與其父從事車綑花邊生意。蔡智明祖籍福建，1981年由鄉間來港，與家人居住於觀塘康寧道。

## 單車生涯
蔡智明在1986年開始參與單車比賽，1990年獲得香港單車精英賽總成績第4名，又代表香港參與在北京舉行的1990年亞洲運動會及環台單車賽，並到意大利、澳洲受訓，他生前屬於藝興單車隊成員。

## 死亡
1990年12月17日，蔡智明與隊友到澳門孫逸仙紀念公園參與大豐杯比賽，在最後一圈時與北京車手龔玉岩發生碰撞，當時佩戴橡膠條安全頭盔的蔡智明先衝進水渠然後反彈撞在其單車扶手上，與龔玉岩被拋出車外，蔡智明跌倒在花圃裡，頭部重傷，送院時證實死亡，終年20歲。
蔡智明的遺體在山頂醫院剖驗，12月20日移送香港，並在12月23日舉殯及火化。
據報導他在出事前曾把襪墊保護雙腿，他似乎知道會在比賽發生意外。